# Sarconesia bicolor
Sarconesia bicolor är en tvåvingeart som beskrevs av Guilherme A.M.Lopes och Albuquerque 1955. Sarconesia bicolor ingår i släktet Sarconesia och familjen spyflugor. Inga underarter finns listade i Catalogue of Life.